# 니시 4초메 정류장
니시 4초메 정류장(일본어: 西4丁目停留場 니시욘초메테이류조[*])은 일본 홋카이도 삿포로시 주오구에 위치한 삿포로시 교통국(삿포로 시영 전차) 이치조 선과 도심선의 정류장이다. 정류장 번호는 SC01이다. 삿포로 시영 지하철의 오도리 역이 인근에 위치한다.
삿포로시 최북단의 노면전차 정류장이자, 일본 최북단의 노면전차 정류장이기도 하다.

## 역사
- 1918년 8월 12일: 삿포로 전기 궤도 이치조 선 히가시 2초메 정류장 ~ 니시 15초메 정류장 간 및 니시4초메 선 삿포로 역전 정류장 ~ 스스키노 정류장 간 개업에 따라, 4초메 정류장으로 신설.
- 1927년 12월 1일: 삿포로 전기 궤도 시영화.
- 1932년 5월 1일: 미쓰코시 백화점 삿포로점 개점.
- 1948년 7월 31일: 4초메 미츠코시마에 정류장으로 변경.
- 1949년 7월 8일: 미쓰코시마에 정류장으로 변경.
- 1965년 8월 1일: 이치조 선의 정류장을 니시 4초메 정류장으로 변경.
- 1971년 12월 16일: 지하철 난보쿠 선 기타24조 역 ~ 마코마나이 역간 개통으로 니시 4초메 선의 본 정류장 ~ 삿포로 역전 정류장 구간 폐지.
- 1973년 4월 1일: 이치조 선의 본 정류장 ~ 이치조바시 정류장 구간 및 니시 4초메 선의 본 정류장 ~ 스스키노 정류장 구간 폐지. 이에 따라, 본 정류장 ~ 스스키노 정류장 구간이 분단됨.
- 2005년 9월: 차막이 설치.
- 2015년
  - 4월 1일: 정류장 번호 설정.
  - 6월 23일 ~ 9월 16일: 삿포로 시영 전차의 루프(환상)화 공사로 인한 정류장의 개수 및 궤도 복선화에 따른 약 100m 서쪽(미나미1조니시 5초메)으로 이설.
  - 12월 20일: 스스키노 ~ 본 정류장 구간이 개통(42년 만에 재개)되고 전차의 환상 운전 개시와 동시에 내선에 대해서 역전 도로변과 닿는 곳에 사이드 베이션 방식의 플랫폼 사용 개시.

## 정류장 구조
루프(순환선)화 완성 후는 내선만 도로에 접하고 보도 위에 있는 플랫폼에서 직접 출입이 가능하게 되었다. 외선은 그 동안과 비슷하게 미나미1조도리의 차도 상의 안전 지대로 플랫폼이 설치되어있지만 서쪽에서 좀 떨어진 위치에 하차 전용 플랫폼이(통상으로는 플랫폼이 분할됨) 설치되었다. 그룹화 공사 중에는 이하의 Y형 분기 대신 복선이고 서쪽에 건늠선이 있었고 공사 중에는 이것을 이용하여 니시 8초메 방향으로 회송하였다. 이 흔적(니시 8초메 측에 비해서)으로 본 정류장은 도로 중앙보다 약간 남쪽에 설치되어 있다.
종단역 시절에는 Y형 분기였고, 2면 1선의 플랫폼이었다. 또한, 단선 부분의 북쪽은 하차 전용으로 단선부 플랫폼에 선발 열차가 입선하고 있을 때부터 복선부로 늘어난 플랫폼도 하차 전용으로 사용되며, 최대 2량까지 동시에 하차시킬 수 있었다. 아침 저녁의 러시아워 때는 하차 전용 플랫폼에서 직원이 요금 수수하였으며, SAPICA 및 현금 및 정기권 사용자는 승차용 문에서도 하차할 수 있다. 다만, 공통인 위드 유 카드나 경로 우대 승차증의 경우, 카드 리더에 카드를 처리할 필요가 있기 때문에 전부 하차만 되었다. 단, 뒤의 운전대 옆의 문을 열어 보는 경우가 있고 그 경우에는 뒤에서도 하차할 수 있었다. 단, 남쪽부분은 승차 전용으로 최대 2량이 정차할 수 있었다. 정기 열차는 서쪽을 이용, 말단부는 주로 임시(대절) 전차와 제설 열차가 운행될 때의 대피 장소였다.

## 정류장 주변
- 오도리 공원
- 다누키코지 상점가

## 인접역
| 삿포로 시 교통국 ● 삿포로 시영 전차 이치조 선 · 도심선 | 삿포로 시 교통국 ● 삿포로 시영 전차 이치조 선 · 도심선 | 삿포로 시 교통국 ● 삿포로 시영 전차 이치조 선 · 도심선 |
| ------------------------------------------------------ | ------------------------------------------------------ | ------------------------------------------------------ |
| SC24 다누키코지 외선 순환                              | 시영 전철 운행 계통                                    | SC02 니시 8초메 내선 순환                              |